# Momodora
Momodora — серія інді-платформерів, розроблена Ґільєрме «rdein» Мартінсом та його студією Bombservice. Серія розповідає про кількох героїнь-жриць, які використовують магічне кленове листя як зброю проти монстрів та інших проклятих сутностей. Серія складається з п'яти ігор: Momodora I, Momodora II, Momodora III, Momodora: Reverie Under the Moonlight та Momodora: Moonlit Farewell.
Дія серії відбувається в неназваному світі, населеному дивними монстрами та людьми. Темні, руйнівні сили загрожують жителям землі, які вдаються до ритуального мучеництва жриць, щоб умилостивити зло. Ці злі сили та жертвоприношення слугують основним джерелом конфлікту впродовж усього серіалу.
Перші дві гри серії є короткими безкоштовними іграми, ексклюзивно доступними на itch.io. Третя, четверта і п'ята ігри серії були випущені в Steam, де здобули порівняно більшу популярність.

## Головна серія
| Гра                                   | Середня оцінка Metacritic  |
| ------------------------------------- | -------------------------- |
| Momodora                              | –                          |
| Momodora II                           | –                          |
| Momodora III                          | –                          |
| Momodora: Reverie Under the Moonlight | (PC) 82 (PS4) 76 (XONE) 77 |

### MomodoraіMomodora II(2010-2011)
| 2010 | Momodora                              |
| 2011 | Momodora II                           |
| 2012 |                                       |
| 2013 |                                       |
| 2014 | Momodora III                          |
| 2015 |                                       |
| 2016 | Momodora: Reverie Under the Moonlight |
| 2017 |                                       |
| 2018 |                                       |
| 2019 |                                       |
| 2020 |                                       |
| 2021 |                                       |
| 2022 |                                       |
| 2023 |                                       |
| 2024 | Momodora: Moonlit Farewell            |

У Momodora Айседора Дораліна, дівчинка-сирота, вирушає в подорож, щоб воскресити свою померлу матір, яка загубилася на землі ритуальних жертвоприношень Кохо. Вона вирушає на пошуки священного предмета, який, за чутками, має силу повертати мертвих до життя за «певну ціну». Майк Роуз з IndieGames.com зазначив, що на гру сильно вплинула Cave Story, а також інші ігри, такі як Mega Man, Metal Slug і The Legend of Zelda, описавши ритуал як «дивний і тривожний».
У Momodora II, прямому продовженні гри, Момо, інша жриця з села Кохо, повинна вигнати зло, що мучить її народ. У цій частині зроблена спроба більш відкритого стилю ігрового процесу дослідження, ніж у попередній грі, яка мала більш «аркадний» стиль проходження.

### Momodora III(2014)
Momodora III стала першою в серії, що вийшла в Steam, і першою платною грою. Історія розповідає про двох дівчат, Момо і Дору, яких відправляють розслідувати дивні привиди, що з'являються навколо села Кохо. Ця частина повертається до стилю лінійної прогресії першої гри і є єдиною, в якій є два персонажі, якими можна грати. Тут є різноманітні предмети, які можна екіпірувати, і секрети. Вона послідовно слідує за двома іншими іграми.

### Momodora: Reverie Under the Moonlight(2016)
Reverie Under the Moonlight слугує приквелом до попередніх ігор і є метроїдванією в стилі готичного горору. Кахо, жриця з села Лун, розслідує дивну чуму, що заразила її село, і шукає аудієнції у королеви в корумпованому Карстовому місті, щоб попросити її про допомогу.

### Momodora: Moonlit Farewell(2024)
Momodora: Moonlit Farewell було анонсовано в січні 2022 року як завершальну гру серії Momodora, дія якої відбувається через п'ять років після подій Momodora III. Момо Рейнол, верховна жриця Кохо, відправляється на пошуки дзвонаря, який скликає демонів для нападу на село. Попри те, що гра є продовженням оригінальної трилогії, вона побудована таким чином, що тим, хто грав у Reverie Under the Moonlight, не потрібно «надолужувати згаяне».

## Інші ігри

### Minoria (2019)
Духовне продовження серії Momodora, хоча і не пов'язане з нею за сюжетом, розповідає про двох монахинь-воїнів, яких відправляють рятувати королівство від єретичних відьом. Як і в Reverie Under the Moonlight, у цьому фільмі присутні елементи готичних жахів.